# تپه میراب
تپه میرآب مربوط به هزاره اول قبل از میلاد است و در شهرستان سمنان، بخش مهدیشهر، دهستان پشتکوه، روستای فولاد محله واقع شده و این اثر در تاریخ ۲۶ اسفند ۱۳۸۷ با شمارهٔ ثبت ۲۶۰۴۳ به‌عنوان یکی از آثار ملی ایران به ثبت رسیده است.